# Rangaeris schliebenii
Rangaeris schliebenii là một loài thực vật có hoa trong họ Lan. Loài này được (Mansf.) P.J.Cribb miêu tả khoa học đầu tiên năm 1989.